# Motorgenerator
Motorgenerator ist eine Bezeichnung, die für verschiedene Kombinationen eines elektrischen Generators mit einer Antriebsmaschinerie verwendet wird. Bekannt sind: 
- Kopplung eines oder mehrerer Generatoren mit einem Elektromotor zur Umformung elektrischer Parameter in andere Werte (zum Beispiel Spannung, Frequenz, Phasenzahl)
- Kopplung eines oder mehrerer Generatoren mit einem Verbrennungsmotor, oft als Notstromaggregat;
- eine elektrische Maschine, die wechselweise entweder als elektrischer Antrieb oder als elektrischer Generator verwendet werden kann,  zum Beispiel bei Pumpspeicherkraftwerken.